# Giberto V da Correggio
Giberto V da Correggio (XIV secolo – dopo il 1446) è stato un politico e condottiero italiano, signore di Correggio con i fratelli Pietro, Gherardo e Galasso.

## Biografia
Nacque da Giberto IV, signore di Correggio e da Orsolina di Galasso I Pio, secondo signore di Carpi.
Nel 1397 venne inviato dal parmensi a Milano a rendere omaggio al nuovo duca di Milano Gian Galeazzo Visconti. Dal 1408 fu al servizio degli Estensi che lo impiegarono nelle lotte contro Ottobuono de' Terzi, signore di Parma. Nelle guerre di Lombardia si schierò con i veneziani contro Milano, passando in seguito sotto lo Stato della Chiesa. A Correggio fondò il convento dei frati Minori e un ospedale, sul quale venne eretto in seguito il monastero di Sant'Antonio.
Morì dopo il 1446.

## Discendenza
Giberto sposò Tommasina Pico della Mirandola, figlia di Francesco II Pico della Mirandola. Morì senza discendenza.

## Ascendenza
|                         |                          |                       | Genitori                  |  |  | Nonni |  |  | Bisnonni                 |  |  | Trisnonni             |  |
|                         |                          |                       |                           |  |  |       |  |  | Giberto III da Correggio |  |  | Guido II da Correggio |  |
|                         |                          |                       |                           |  |  |       |  |  | Giberto III da Correggio |  |  | Guido II da Correggio |  |
|                         |                          | Mabilia della Gente   |                           |  |  |       |  |  | Giberto III da Correggio |  |  |                       |  |
| Guido IV da Correggio   |                          |                       |                           |  |  |       |  |  | Giberto III da Correggio |  |  |                       |  |
|                         |                          | …                     | …                         |  |  |       |  |  |                          |  |  |                       |  |
|                         |                          | …                     | …                         |  |  |       |  |  |                          |  |  |                       |  |
|                         |                          | …                     | …                         |  |  |       |  |  |                          |  |  |                       |  |
| Giberto IV da Correggio |                          | …                     |                           |  |  |       |  |  |                          |  |  |                       |  |
|                         |                          | Manfredo I Pio        | Federigo Pio              |  |  |       |  |  |                          |  |  |                       |  |
|                         |                          | Manfredo I Pio        | Federigo Pio              |  |  |       |  |  |                          |  |  |                       |  |
|                         |                          | Manfredo I Pio        | Agnese da Gorzano         |  |  |       |  |  |                          |  |  |                       |  |
| Guidaccia della Palù    |                          | Manfredo I Pio        |                           |  |  |       |  |  |                          |  |  |                       |  |
|                         |                          | Fiandrina de' Bocchi  | …                         |  |  |       |  |  |                          |  |  |                       |  |
|                         |                          | Fiandrina de' Bocchi  | …                         |  |  |       |  |  |                          |  |  |                       |  |
|                         |                          | Fiandrina de' Bocchi  | …                         |  |  |       |  |  |                          |  |  |                       |  |
| Giberto V da Correggio  |                          | Fiandrina de' Bocchi  |                           |  |  |       |  |  |                          |  |  |                       |  |
|                         | Giberto III da Correggio | Guido II da Correggio |                           |  |  |       |  |  |                          |  |  |                       |  |
|                         | Giberto III da Correggio | Guido II da Correggio |                           |  |  |       |  |  |                          |  |  |                       |  |
|                         | Giberto III da Correggio | Mabilia della Gente   |                           |  |  |       |  |  |                          |  |  |                       |  |
| Galasso I Pio           | Giberto III da Correggio |                       |                           |  |  |       |  |  |                          |  |  |                       |  |
|                         |                          | Elena Malaspina       | Morello Malaspina Mulazzo |  |  |       |  |  |                          |  |  |                       |  |
|                         |                          | Elena Malaspina       | Morello Malaspina Mulazzo |  |  |       |  |  |                          |  |  |                       |  |
|                         |                          | Elena Malaspina       | …                         |  |  |       |  |  |                          |  |  |                       |  |
| Orsolina Pio            |                          | Elena Malaspina       |                           |  |  |       |  |  |                          |  |  |                       |  |
|                         |                          | …                     | …                         |  |  |       |  |  |                          |  |  |                       |  |
|                         |                          | …                     | …                         |  |  |       |  |  |                          |  |  |                       |  |
|                         |                          | …                     | …                         |  |  |       |  |  |                          |  |  |                       |  |
| Beatrice da Correggio   |                          | …                     |                           |  |  |       |  |  |                          |  |  |                       |  |
|                         |                          | …                     | …                         |  |  |       |  |  |                          |  |  |                       |  |
|                         |                          | …                     | …                         |  |  |       |  |  |                          |  |  |                       |  |
|                         |                          | …                     | …                         |  |  |       |  |  |                          |  |  |                       |  |
|                         |                          | …                     |                           |  |  |       |  |  |                          |  |  |                       |  |